# تپه امامزاده داوود اسماعیل
تپه امامزاده داوود اسماعیل مربوط به دوران‌های تاریخی پس از اسلام است و در شهرستان بوئین‌زهرا، روستای پرسپانج واقع شده و این اثر در تاریخ ۱۹ اسفند ۱۳۸۰ با شمارهٔ ثبت ۴۹۱۹ به‌عنوان یکی از آثار ملی ایران به ثبت رسیده است.